# Río Cañete
El río Cañete o río Yauyos es un corto río de la vertiente del Pacífico, localizado en la costa central del Perú, en el departamento de Lima.

## Cuenca

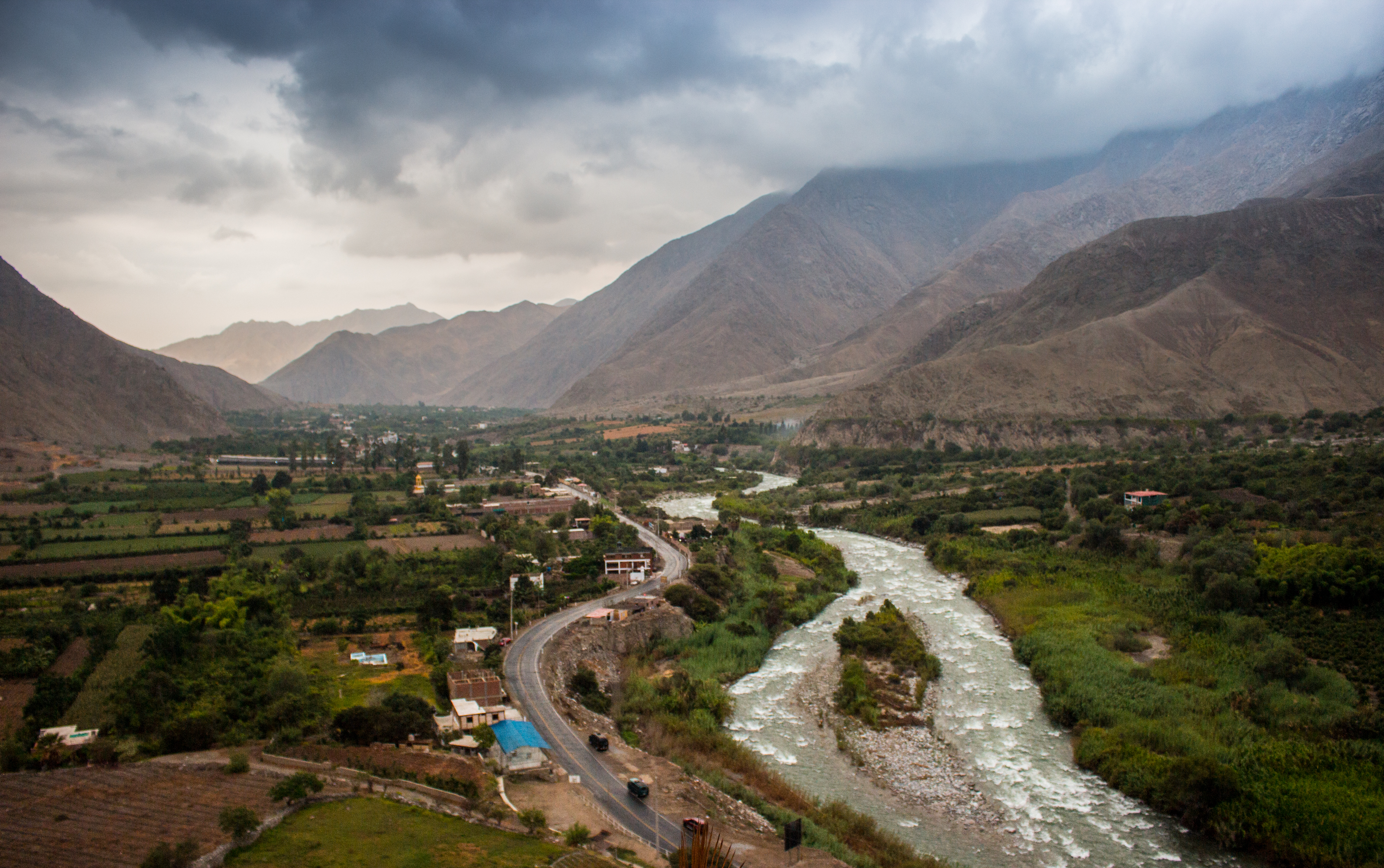
El río Cañete que pasa por Lunaguaná, vista desde arriba junto con cerros y montañas.

Administrativamente, la cuenca del río Cañete forma parte de las provincias de Cañete y Yauyos, pertenecientes ambas al departamento de Lima, en el Perú. Geográficamente, se encuentra entre los paralelos 11° 58' y 13° 9' de latitud Sur y los meridianos 75° 31' y 76° 31' de longitud Oeste.
La cuenca del río Cañete tiene una extensión aproximada de 6192 km², de los cuales el 78,4% (4856 km²) corresponde a la cuenca húmeda.
El río Cañete nace en la laguna Ticllacocha, ubicada al pie del nevado Ticlla de la cordillera de Pichahuajra, distrito de Huáñec, provincia de Yauyos, en la divisoria de cuencas con el río Mala. Sus recursos hídricos provienen de los aportes de la lluvia, así como los derivados de lagunas y deshielo de los nevados, ubicados estos principalmente en el extremo norte de la cuenca y sobre los 4500 m.
La longitud del río Cañete, entre su nacimiento y desembocadura, es de aproximadamente 220 km, presentando una pendiente promedio de 2%; sin embargo, presenta sectores en donde la pendiente es mucho más pronunciada, especialmente en la parte alta, llegando hasta 8% en el tramo comprendido entre la localidad de Huancaya y la desembocadura del río Alis.
Debe su nombre a los Marqueses de Cañete (Cuenca, España) quienes fueron Virreyes del Perú en la 2ª mitad del siglo XVI.